# Saint-Ouen-du-Tilleul
Saint-Ouen-du-Tilleul – miejscowość i gmina we Francji, w regionie Normandia, w departamencie Eure. Nazwa miejscowości pochodzi od imienia św. Audoena.
Według danych na rok 1990 gminę zamieszkiwało 1521 osób, a gęstość zaludnienia wynosiła 381 osób/km² (wśród 1421 gmin Górnej Normandii Saint-Ouen-du-Tilleul plasuje się na 145. miejscu pod względem liczby ludności, natomiast pod względem powierzchni na miejscu 771.).